# Dominique Rustichelli
Dominique Rustichelli (Marsiglia, 26 giugno 1934 – Parigi, 1º novembre 1979) è stato un calciatore francese, di ruolo attaccante.

## Palmarès

### Club

#### Competizioni nazionali
- Coppa Charles Drago: 1

Olympique Marsiglia: 1957